# San Juan Pan de Arriba
San Juan Pan de Arriba es una localidad del estado mexicano de Guanajuato. Es parte del municipio de San Diego de la Unión.

## Toponimia
El nombre «San Juan» hace referencia al santo patrono de la localidad: Juan el Bautista.

## Demografía
| Gráfica de evolución demográfica |
|                                  |

| Censo | Población |
| ----- | --------- |
| 1900  | 1 826     |
| 1910  | —         |
| 1921  | 1 204     |
| 1930  | 1 203     |
| 1940  | 540       |
| 1950  | 1 035     |
| 1960  | 1 048     |
| 1970  | 1 312     |
| 1980  | 1 123     |
| 1990  | 1 812     |
| 2000  | 2 444     |
| 2010  | 2 867     |
| 2020  | 3 247     |